# David M. Friedman
David Melech Friedman (Woodmere, 8 agosto 1958) è un avvocato e diplomatico statunitense di origine ebrea.
Nel dicembre 2016 Donald Trump ha nominato Friedman come il nuovo ambasciatore statunitense in Israele.
È sposato con Tammy Deborah Sand.